# The Girl with the Dragon Tattoo

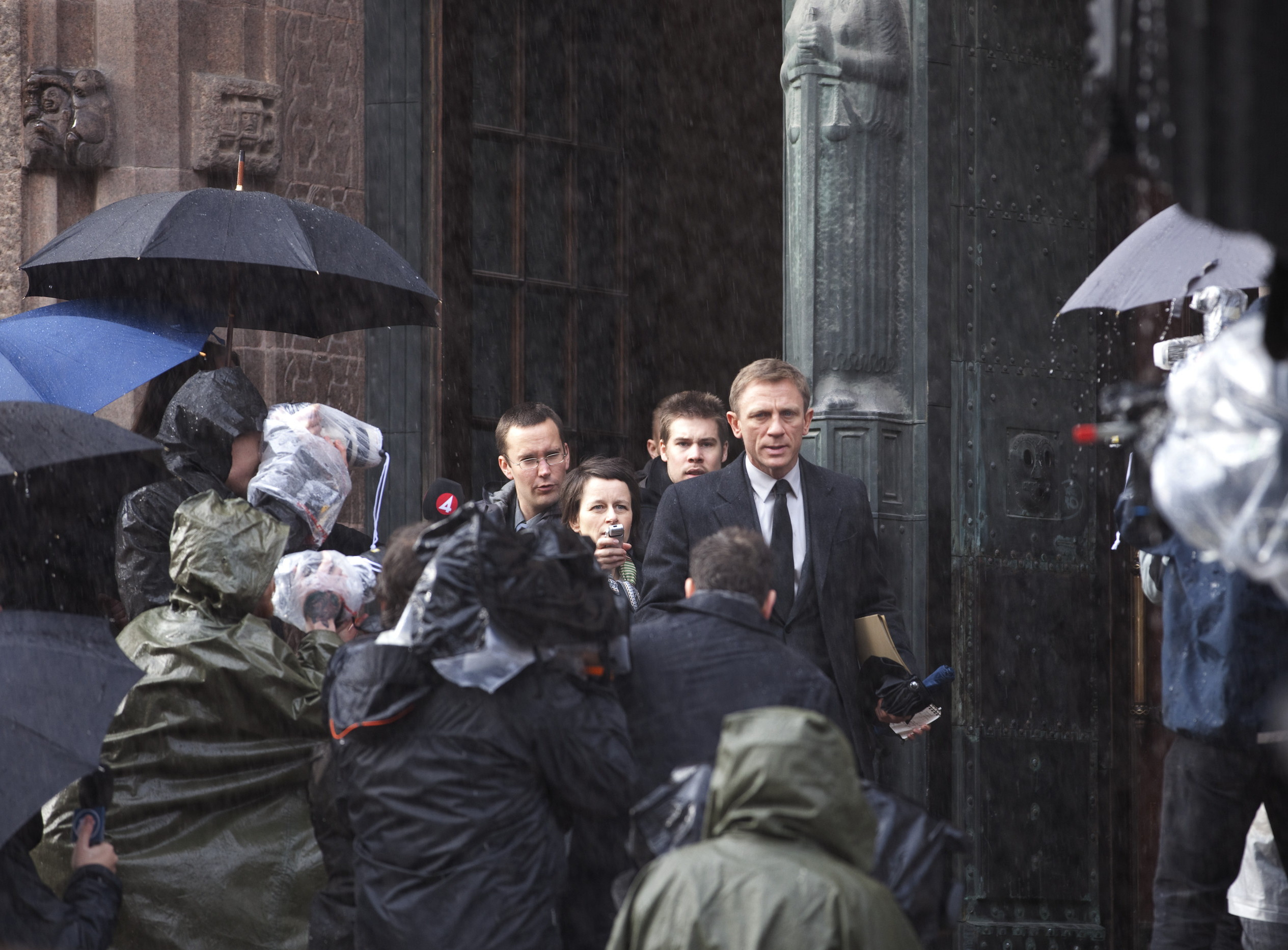
Scen med Daniel Craig från The Girl With the Dragon Tattoo. Filminspelning i "regn" på Rådhustrappan i Stockholm, 2011

The Girl with the Dragon Tattoo är en amerikansk-svensk thriller som bygger på den svenska författaren Stieg Larssons roman Män som hatar kvinnor. Steven Zaillian skrev manuset och David Fincher svarade för regin. Huvudrollerna som Mikael Blomkvist respektive Lisbeth Salander spelas av britten Daniel Craig och amerikanska Rooney Mara.
Filmen hade premiär i USA och Kanada den 20 december och i Sverige den 21 december 2011. Filmen marknadsfördes även i Sverige under sin engelska originaltitel, som på svenska skulle motsvara "Flickan med draktatueringen". Filmen räknades i slutet av 2012 vara den sjunde mest nedladdade långfilmen, med 7,4 miljoner nedladdningar.

## Handling
Journalisten Mikael Blomkvist (Daniel Craig) har blivit dömd för förtal och vill undslippa uppmärksamheten i Stockholm. Av industrimagnaten Henrik Vanger (Christopher Plummer) får han i uppdrag att skriva familjen Vangers släktkrönika, men egentligen vill Vanger att Blomkvist ska undersöka brorsdottern Harriets mystiska försvinnande sommaren 1966. Blomkvist lär också känna den geniala men omyndigförklarade hackern Lisbeth Salander (Rooney Mara), expert på att ta sig in i datornätverk.

## Utmärkelser
- Oscar - Bästa klippning - Kirk Baxter/Angus Wall
- Alliance of Women Film Journalists Awards 2011 - Bästa musik - Trent Reznor/Atticus Ross
- Broadcast Film Critics Association Awards - Bästa redigering - Kirk Baxter/Angus Wall
- Central Ohio Film Critics Association Awards - Bästa manus efter förlaga - Steven Zaillian
- National Board of Review Awards - Bästa genombrott - Rooney Mara
- St. Louis Gateway Film Critics Association Awards - Bästa skådespelerska - Rooney Mara
- St. Louis Gateway Film Critics Association Awards - Bästa scen - Blur Studio

## Rollista (urval)
- Daniel Craig - Mikael Blomkvist
- Rooney Mara - Lisbeth Salander
- Christopher Plummer - Henrik Vanger
- Stellan Skarsgård - Martin Vanger
- Steven Berkoff - Dirch Frode
- Robin Wright - Erika Berger
- Yorick van Wageningen - Nils Bjurman
- Joely Richardson - Anita Vanger / Harriet Vanger
- Geraldine James - Cecilia Vanger
- Goran Visnjic - Dragan Armanskij
- Donald Sumpter - Kommissarie Gustav Morell
- Ulf Friberg - Hans-Erik Wennerström
- Bengt C.W. Carlsson - Holger Palmgren
- Tony Way - Plague
- Per Myrberg - Harald Vanger
- Josefin Asplund - Pernilla "Nilla" Blomkvist
- Eva Fritjofson - Anna Nygren
- Embeth Davidtz - Annika Giannini
- Joel Kinnaman - Christer Malm
- Julian Sands - Henrik Vanger som ung
- Inga Landgré - Isabella Vanger
- Elodie Yung - Miriam Wu
- Arly Jover - Liv
- David Dencik - Gustav Morell som ung
- Moa Garpendal - Harriet Vanger som ung
- Mathilda von Essen - Anita Vanger som ung
- Gustaf Hammarsten - Harald Vanger som ung
- Simon Reithner - Martin Vanger som ung
- Karen E. Wright - Magda Lovison
- Alan Dale - Kommissarie Isaksson
- Martin Jarvis - Birger
- Fredrik Dolk - Bertil Camnermarker, Wennerströms advokat
- Lena Strömdahl - Mildred

## Rollbesättning
Förutom Daniel Craig figurerade även stora namn som George Clooney, Johnny Depp och Brad Pitt länge som tänkbara alternativ för rollen som Mikael Blomkvist. När det gällde rollen som Lisbeth Salander tippade många experter på namn som Natalie Portman, Scarlett Johansson eller Elliot Page. Rollen gick till den relativt okända Rooney Mara. Flera svenska skådespelare medverkar i filmen, bland andra Stellan Skarsgård, Joel Kinnaman och David Dencik. Max von Sydow var originalvalet att spela Henrik Vanger, men kunde inte utan ersattes av Christopher Plummer.

## Produktion
Inspelningarna inleddes i september 2010. Till stor del skedde de i Sverige, bland annat i Segersta och Kilafors utanför Bollnäs, Stockholm med omnejd och i Uppsala. Den Vangerska herrgården där Henrik Vanger bor är inspelad på Hofsta utanför Björkvik, huvudbyggnaden och allén är avbildade på filmaffischer och filmfodral. I april 2011 spelades scenen då Mikael Blomkvist åker till den fiktiva norrländska orten Hedestad in i centrala Sollefteå. Enstaka scener är inspelade på Ingarö i Stockholms skärgård. 
I början av juni 2011 släpptes den första officiella trailern för filmen. I slutet av september 2011 släpptes den andra officiella trailern.

## Uppföljare
Två uppföljare var planerade. Eftersom filmen inte tjänade in så mycket som tänkt blev projekten fördröjda. Efter att Sony hackades under december 2014 visades det att planen var att släppa uppföljarna 2016 och 2017. Under november 2016 bekräftades det att Fede Alvarez ska regissera uppföljaren The Girl in the Spider's Web, baserad på David Lagercrantz bok.